# Куда ты пропала, Бернадетт?
«Куда ты пропала, Бернадетт» (англ. Where'd You Go, Bernadette) — американский комедийно-драматический фильм режиссёра Ричарда Линклейтера по сценарию, написанному Линклейтером, Холли Гент, Винсентом Палмо — младшим, Майклом Х. Уэбером и Скоттом Нойстедтером на основе одноимённого романа-бестселлера Марии Семпл. Главные роли в картине исполнили Кейт Бланшетт, Билли Крудап, Эмма Нельсон, Кристен Уиг, Джуди Грир, Лоренс Фишберн, Тройэн Беллисарио и Джеймс Урбаняк.
Премьера фильма в США состоялась 16 августа 2019 года.

## Сюжет
У Бернадетт, талантливого архитектора, а также любящей жены и матери, есть всё. Но однажды она отправляется на поиски себя и исчезает без следа.

## Актёрский состав
- Кейт Бланшетт — Бернадетт Фокс
- Билли Крудап — Элджи Брэнч
- Эмма Нельсон — Би Брэнч
- Кристен Уиг — Одри
- Джуди Грир — доктор Кёрц
- Лоренс Фишберн
- Джеймс Урбаняк — Маркус Стрэнг
- Тройэн Беллисарио — Бекки
- Зои Чао — Су-Лин
- Клаудия Дурмит — Айрис

## Производство
В январе 2013 года было объявлено, что компании Annapurna Pictures и Color Force приобрели права на экранизацию романа Марии Семпл. Скотт Нойстедтер и Майкл Х. Уэбер были объявлены сценаристами проекта. В феврале 2015 года стало известно, что режиссурой фильма займётся Ричард Линклейтер. В ноябре того же года к актёрскому составу картины присоединилась Кейт Бланшетт. В апреле 2016 года было объявлено, что сценарием займутся Холли Гент и Винсент Палмо — младший.
В марте 2017 года к касту присоединилась Кристен Уиг, в мае — Билли Крудап, в июне — Джуди Грир, Джеймс Урбаняк и Лоренс Фишберн, в июле — Тройэн Беллисарио. В июне 2018 года к актёрскому составу картины присоединилась Эмма Нельсон.
Съемки комедии «Куда ты пропала, Бернадетт?» начались 10 июля 2017 года и проходили в пригороде Питтсбурга, где в то время стояла жара. Чтобы воссоздать там атмосферу Сиэтла накануне Рождества, съемочной команде пришлось непросто. «Мы учитывали всё — цветовую палитру, местный стиль, мебель… вплоть до стилизованных пожарных гидрантов и сосен, растущих во дворе, — рассказал декоратор картины Бошан Фонтейн. — Несколько парней поднимались на кранах только ради того, чтобы кропотливо убрать листву с деревьев».

## Релиз
Дата выхода фильма изначально было намечена на 11 мая 2018 года, однако позже была перенесена на 19 октября 2018, затем на 22 марта 2019 года, а затем на 9 августа 2019 года. Финальной мировой датой выхода фильма стало 16 августа. В российский прокат комедия «Куда ты пропала, Бернадетт?» вышла 5 сентября.
Первый оригинальный трейлер фильма появился в сети 18 декабря 2018 года
, его локализованная версия — 8 мая 2019 года
. Второй трейлер на английском языке был опубликован компанией Annapurna Pictures 10 мая 2019 года
. Дистрибьютор комедии в России, кинокомпания Вольга, опубликовал трейлер № 2 в интернете на русском языке 25 июня.